# Kirche der Heiligen Urbanus und Sabina (Pozzo)
Die Kirche der Heiligen Urbanus und Sabina (Chiesa Santi Urbano e Sabina) befindet sich in Pozzo in der Gemeinde San Giorgio della Richinvelda in der italienischen Region Friaul-Julisch Venetien. Die Kirche ist den Heiligen Sabina und Urbanus geweiht. Sie ist eine  römisch-katholische Kirche, die zum Bistum Concordia-Pordenone gehört.

## Beschreibung
Die Kirche wurde um 1801 anstelle einer Vorgängerkirche aus dem Jahre 1190 errichtet. Donato Casella (* 1505 in Carona; † 1560 in Pordenone), Bildhauer der Renaissance aus Carona, schuf das Triptychon und das Antependium. Die Fassade wurde im Stil des Klassizismus gestaltet.